# Кокона, Ведат
Ведат Кокона (алб. Vedat Kokona, 8 августа 1913 — 14 октября 1998) — албанский переводчик, писатель

, поэт, лексиколог, педагог, редактор.

## Биография
Родился в семье албанского интеллектуала-адвоката. В 1920 году с родителями вернулся в Албанию. В 1935 году закончил Албанский национальный лицей в г. Корча, затем изучал право в Париже.
Отказавшись от карьеры судьи, в годы Второй мировой войны, работал учителем. После окончания войны — учитель гимназии в Тиране. В 1949 году работал редактором и переводчиком в издательстве «Наим Фрашери», был профессором французского языка Университета Тираны, где преподавал до выхода на пенсию.

## Творчество и научная деятельность
Один из самых видных албанских специалистов в области лексикологии и лексикографии,
которым посвятил бо́льшую часть своей жизни посвятил.
Автор ряда работ, посвящённых французскому языку. Был одним из лучших лексикологов этого языка. Автор нескольких французско-албанских и албанско-французских словарей, а также англо-албанских словарей.Его первый словарь был опубликован в 1932 году. Последний изданный В. Коконой словарь состоит из 40 тысяч слов.
В. Кокона — один из самых известных албанских переводчиков с французского, итальянского, английского и русского языков. Внёс значительный вклад в области перевода поэзии и прозы, издал на албанском языке около 15 тысяч стихов мировой поэзии.
Автор ряда прозаических и поэтических произведений, учебников для студентов вузов. Один из самых известных романов В. Кокона изданных на русском языке — «По волнам памяти». В социально-психологическом романе Ведата Коконы дана панорама жизни албанского общества 30-40-х годов XX века: духовные поиски разночинной албанской интеллигенции, её сближение с коммунистическим движением, включение в активную борьбу с феодально-монархическим режимом и фашистскими оккупантами.

## Избранные публикации
- Dritë dhe hije : poema (поэма, 1939)
- Eanthula ki e roidhia dhifracus ergo ghia pedhia (1964)
- Le français en III-e : për shkollën e mesme të përgjithshme (учебник, 1972)
- Cours de traduction; për studentët e degës së frengjishtes (учебник, 1974)
- Endur në tisin e kohës: kujtime (2005)
- Komedia e përjetshme : ese (эссе, 2007)

## Награды
- Кавалер ордена искусств и литературы
- Кавалер ордена Академических пальм
- Доктор «Honoris causa» Университета Тираны